# Konami Sogaová
Konami Sogaová (japonsky 曽我 こなみ, Soga Konami; * 9. dubna 1995 Tokio) je japonská rychlobruslařka.
V roce 2012 se poprvé zúčastnila Světového poháru juniorů, od roku 2014 však startovala jen na japonských šampionátech a dalších národních závodech. Ve Světovém poháru debutovala roku 2017. Na Mistrovství světa na jednotlivých tratích 2019, svém prvním světovém šampionátu, vybojovala na trati 500 m bronzovou medaili. Z Mistrovství čtyř kontinentů 2023 si přivezla ze závodu na 500 m stříbro.